# Jane Wyatt
Jane Waddington Wyatt (n. 12 august 1910, Mahwah⁠(d), New Jersey, SUA – d. 20 octombrie 2006, Bel Air⁠(d), California, SUA) a fost o actriță americană. A jucat în câteva filme la Hollywood ca de exemplu filmul lui Frank Capra, Lost Horizon, dar este cel mai cunoscută pentru rolul ei ca Margaret Anderson în seria CBS și NBC, Father Knows Best și ca Amanda Grayson, soția lui Sarek și mama umană a vulcanianului Spock în seria science-fiction Star Trek. A câștigat Premiul Emmy de trei ori.

## Apariții radio
| An   | Program                  | Episod/sursă |
| ---- | ------------------------ | ------------ |
| 1952 | Family Theater           | Pas de Deux  |
| 1952 | Hollywood Sound Stage    | Boomerang    |
| 1953 | Theatre Guild on the Air | A Square Peg |